# Area superficiale accessibile

Rappresentazione grafica dell'area superficiale accessibile. L'area accessibile, mostrata dalle linee tratteggiate, viene ricavata tracciando il punto centrale della molecola di solvente (la sfera in blu) mentre questa rotola lunga la superficie di van der Waals.

L'area superficiale accessibile (ASA, dall'inglese accessible surface area) è l'area superficiale di una molecola che è accessibile a un solvente. L'ASA viene solitamente riportata in Å2 ed è stata descritta originariamente da Lee e Richards nel 1971, motivo per cui viene talvolta chiamata superficie molecolare di Lee-Richards. L'ASA viene tipicamente calcolata utilizzando l'algoritmo della "palla rotolante" (rolling ball) sviluppato da Shrake e Rupley nel 1973. Questo algoritmo utilizza una sfera di un dato raggio per rappresentare il solvente, "sondando" in questo modo la superficie della molecola.

## Calcolo dell'area superficiale accessibile

### Algoritmo di Shrake-Rupley
L'algoritmo di Shrake-Rupley è un metodo numerico che disegna una maglia di punti equidistanti da ciascun atomo della molecola e utilizza il numero di questi punti che sono accessibili al solvente per determinare l'area superficiale. I punti sono disegnati a un raggio stimato di una molecola di acqua oltre il raggio di van der Waals, il che è effettivamente simile a far rotolare una palla lungo la superficie. L'area accessibile viene calcolata moltiplicando il numero di punti accessibili per la porzione di area superficiale che ciascun punto rappresenta. La scelta del raggio della "sonda" influisce sull'area superficiale osservata, in quanto l'utilizzo di un raggio minore della sonda rileva più dettagli della superficie e quindi riporta una superficie maggiore. Un valore tipico è 1,4 Å, che approssima il raggio di una molecola di acqua. Un altro fattore che influenza i risultati è la definizione dei raggi di van der Waals degli atomi nella molecola oggetto di studio. Per esempio, spesso la molecola può mancare degli atomi di idrogeno che sono impliciti nella struttura. Gli atomi di idrogeno possono essere inclusi implicitamente nei raggi atomici degli atomi "pesanti", con una misura che rappresenta il raggio di un gruppo. Inoltre, il numero di punti creati sulla superficie di van der Waals di ciascun atomo determina un altro aspetto della discretizzazione, dove più punti forniscono un maggiore livello di dettaglio.

### Metodo LCPO
Il metodo LCPO utilizza un'approssimazione lineare del problema dei due corpi per un calcolo analitico più rapido dell'ASA. L'approssimazione usata in questo metodo produce un errore nell'intervallo di 1-3 Å2.

## Applicazioni
L'area superficiale accessibile viene spesso utilizzata nel calcolo dell'energia associata all'effetto idrofobico dovuto allo spostamento di una biomolecola dal solvente acquoso a un solvente non polare come quello rappresentato dall'ambiente lipidico. Il metodo LCPO viene utilizzato anche per il calcolo degli effetti della solvatazione implicita nel pacchetto di software di dinamica molecolare AMBER.
Recentemente è stato suggerito l'utilizzo dell'area superficiale accessibile predetta per migliorare la previsione della struttura secondaria delle proteine.

## Superfici affine
L'ASA è strettamente correlata al concetto di superficie esclusa al solvente (conosciuta anche come superficie di Connolly), che viene immaginata come una cavità nel bulk del solvente (completamente l'opposto dell'area superficiale accessibile). Viene calcolata in pratica attraverso un algoritmo della "palla rotolante" sviluppato da Frederic Richards e sviluppato indipendentemente in forma tridimensionale da Michael Connolly nel 1983 e Tim Richmond nel 1984. Connolly ha speso molti anni per perfezionare il metodo.